# Mizda (gmina w Libii)
Mizda (arab. مزدة, Mizdah) – gmina w Libii ze stolicą w Mizda. 
Liczba mieszkańców – 30 tys.
Kod gminy – LY-MZ (ISO 3166-2).
Mizdah graniczy z gminami:
- Bani Walid – północny wschód
- Surt – wschód
- Al-Dżufra – południowy wschód
- Wadi asz-Szati – południe
- Ghadamis – zachód
- Nalut – północny zachód
- Jafran wa-Dżadu – północny zachód
- Gharjan – północ
- Tarhuna wa-Masalata – północny wschód